# Gelis hypsibatus
Gelis hypsibatus là một loài tò vò trong họ Ichneumonidae.